# Kettering (Northamptonshire)
Kettering is een plaats in het Engelse graafschap Northamptonshire. Kettering komt in het Domesday Book (1086) voor als 'Cateringe'.

## Geboren
- Frank Bellamy (1917-1976), striptekenaar
- Hugh Dennis (1962), comedian
- Sean Dyche (1971), voetbaltrainer
- Luke Chambers (1985), voetballer
- James Acaster (1985), comedian
- Ricky Evans (1990), darter
- Kyren Wilson (1991), snookerspeler
- Charley Hull (1996), professional golfster